# Liste der Bodendenkmale in Jena
In der Liste der Bodendenkmale in Jena sind alle Bodendenkmale der thüringischen Stadt Jena und ihrer Ortsteile aufgelistet (Stand: 14. Juli 2011). Grundlage ist die Denkmalkarte der Stadt Jena Denkmalkarte der Stadt Jena. (PDF) jena.de (Stand: 14. Juli 2011) und die Datenbank herausragender archäologischer Denkmale vom Thüringischen Landesamt für Denkmalpflege und Archäologie. Die Bau- und Gartendenkmale sind in der Liste der Kulturdenkmale in Jena aufgeführt.
| Denkmal-ID | Klassifikation Archäologie | Ortsteil                       | Bezeichnung                                                                           | Zeitstellung                        | Lage                         | Bemerkungen                                     | Bild            |
| ---------- | -------------------------- | ------------------------------ | ------------------------------------------------------------------------------------- | ----------------------------------- | ---------------------------- | ----------------------------------------------- | --------------- |
| ?          | Steindenkmal               | Ammerbach (Saale)              | Steinkreuz Ammerbach                                                                  | Mittelalter, Neuzeit                | 50° 54′ 29″ N, 11° 34′ 16″ O | Siehe Steinkreuz Ammerbach auf suehnekreuz.de   |                 |
| ?          | Burgruine                  | Burgau (Jena)                  | mittelalterliche Burganlage, Burgruine Burgau                                         | Mittelalter                         | 50° 53′ 43″ N, 11° 35′ 48″ O |                                                 |                 |
| ?          | Steindenkmal               | Closewitz                      | Steinkreuz Closewitz                                                                  | Mittelalter, Neuzeit                | 50° 57′ 37″ N, 11° 33′ 58″ O | Siehe Steinkreuz Closewitz auf suehnekreuz.de   |                 |
| ?          | Steindenkmal               | Cospeda                        | Steinkreuz Cospeda                                                                    | Mittelalter, Neuzeit                | 50° 57′ 1″ N, 11° 33′ 14″ O  | Siehe Steinkreuz Cospeda auf suehnekreuz.de     |                 |
| ?          | Burganlage                 | Drackendorf/Lobeda             | mittelalterliche Burganlage (Lobdeburg)                                               | Mittelalter, Neuzeit                | 50° 53′ 26″ N, 11° 37′ 13″ O |                                                 |                 |
| ?          | Burganlage, Wasserburg     | Isserstedt                     | Wasserburg Isserstedt                                                                 | Mittelalter                         | 50° 57′ 36″ N, 11° 31′ 29″ O |                                                 |                 |
| ?          | Steindenkmal               | Jena                           | Steinkreuz in Jena (August-Bebel-Straße)                                              | Mittelalter, Neuzeit                | 50° 55′ 53″ N, 11° 34′ 45″ O |                                                 |                 |
| ?          | Steindenkmal               | Jena                           | Steinkreuz in Jena (Friedrich-Schelling-Straße 62)                                    | Mittelalter, Neuzeit                | 50° 55′ 37″ N, 11° 33′ 35″ O |                                                 | Bild gesucht BW |
| ?          | Steindenkmal               | Remderoda                      | Steinkreuz Remderoda                                                                  | Mittelalter, Neuzeit                | 50° 56′ 19″ N, 11° 32′ 43″ O | Siehe Steinkreuz Remderoda auf suehnekreuz.de   |                 |
| ?          | prähistorische Befestigung | Lutherkanzel                   | urgeschichtliche Befestigung                                                          | Ur- und Frühgeschichte              | 50° 56′ 23″ N, 11° 33′ 16″ O |                                                 | Bild gesucht BW |
| ?          | Burganlage                 | Kunitz (Jena)                  | Burg Gleisberg, Kunitzburg                                                            | Mittelalter                         | 50° 57′ 39″ N, 11° 38′ 52″ O |                                                 |                 |
| ?          | prähistorische Befestigung | Wenigenjena (Jenzig)           | urgeschichtliche Befestigung Jenzig                                                   | Mittelalter, Neuzeit                | 50° 56′ 19″ N, 11° 37′ 28″ O |                                                 | Bild gesucht BW |
| ?          | Burgtyp "Festes Haus"      | Lobeda                         | Festes Haus Lobeda                                                                    | Mittelalter, Neuzeit                | 50° 53′ 39″ N, 11° 36′ 26″ O |                                                 | Bild gesucht BW |
| ?          | Burganlage                 | Lobeda                         | mittelalterliche Burganlage (obere Lobdeburg), Obere Lobdeburg                        | Mittelalter, Neuzeit                | 50° 53′ 39″ N, 11° 37′ 33″ O |                                                 | Bild gesucht BW |
| ?          | Steindenkmal               | Lobeda                         | Steinkreuz Lobeda                                                                     | Mittelalter, Neuzeit                | 50° 53′ 41″ N, 11° 36′ 35″ O |                                                 | Bild gesucht BW |
| ?          | Befestigung                | Lobeda/Wöllnitz (Johannisberg) | urgeschichtliche und mittelalterliche Befestigung auf dem Johannesberg in Jena-Lobeda | Ur- und Frühgeschichte, Mittelalter | 50° 54′ 0″ N, 11° 36′ 44″ O  |                                                 |                 |
| ?          | Steindenkmal               | Münchenroda                    | Steinkreuz Münchenroda                                                                | Mittelalter, Neuzeit                | 50° 55′ 29″ N, 11° 31′ 7″ O  | Siehe Steinkreuz Münchenroda auf suehnekreuz.de |                 |
| ?          | Wüstung                    | Münchenroda                    | mittelalterliche Ortswüstung (Möbis) Wüstung Möbis                                    | Mittelalter                         | 50° 54′ 52″ N, 11° 30′ 58″ O |                                                 |                 |
| ?          | Grabhügel                  | Vierzehnheiligen (Jena)        | ur- und frühgeschichtlicher Grabhügel, Grabhügel Vierzehnheiligen                     | Ur- und Frühgeschichte              | 50° 58′ 19″ N, 11° 31′ 36″ O |                                                 |                 |
| ?          | Steindenkmal               | Vierzehnheiligen (Jena)        | Steinkreuz Vierzehnheiligen                                                           | Mittelalter, Neuzeit                | 50° 58′ 23″ N, 11° 32′ 10″ O |                                                 |                 |
| ?          | Burganlage                 | Wenigenjena/Ziegenhain (Jena)  | mittelalterliche Burganlage (Burg Greifberg)                                          | Mittelalter                         | 50° 55′ 30″ N, 11° 36′ 35″ O |                                                 |                 |
| ?          | Burganlage                 | Wenigenjena/Ziegenhain (Jena)  | mittelalterliche Burganlage (Burg Kirchberg 1)                                        | Mittelalter                         | 50° 55′ 28″ N, 11° 37′ 0″ O  |                                                 |                 |
| ?          | Burganlage                 | Wenigenjena/Ziegenhain (Jena)  | mittelalterliche Burganlage (Burg Kirchberg 2)                                        | Mittelalter                         | 50° 55′ 25″ N, 11° 37′ 21″ O |                                                 |                 |
| ?          | Burganlage                 | Wenigenjena/Ziegenhain (Jena)  | mittelalterliche Burganlage (Burg Wintberg)                                           | Mittelalter                         | 50° 55′ 24″ N, 11° 37′ 30″ O |                                                 | weitere Bilder  |
| ?          | Steindenkmal               | Ziegenhain (Jena)              | Steinkreuz Ziegenhain                                                                 | Mittelalter, Neuzeit                | 50° 54′ 52″ N, 11° 38′ 23″ O |                                                 |                 |
| ?          | Steindenkmal               | Zwätzen                        | Steinkreuz Zwätzen                                                                    | Mittelalter, Neuzeit                | 50° 57′ 13″ N, 11° 36′ 54″ O |                                                 |                 |